# Audrina Patridge
Audrina Cathleen Patridge (Los Ángeles, California, Estados Unidos, 9 de mayo de 1985) es una actriz y modelo estadounidense. Es conocida por haber formado parte del reality show de MTV The Hills.

## Biografía
Audrina Partridge creció en Yorba Linda, Orange County en California. Tuvo un romance con Shannon Leto, de la banda 30 Seconds to Mars, así como con Justin Bobby, otro miembro de The Hills. En 2008 comenzó a salir con Ryan Cabrera y actualmente sale con Corey Bohan. En agosto de 2008, Patridge adquirió una casa en el vecindario de Los Ángeles Hollywood Dell.
En marzo de 2008, se filtraron por Internet imágenes donde aparece en topless, las fotografías fueron tomadas para una revista mientras cursaba el High School y comenzaba a trabajar como modelo.

### Carrera
Después de mudarse a Los Ángeles, Audrina se trasladó a Hillside Villas y obtuvo un trabajo en Quixote Studios como recepcionista. En 2006, las estrellas de Laguna Beach, Lauren Conrad y Heidi Montag se mudaron para protagonizar su show The Hills. Audrina rápidamente hizo amistad con ambas y se integró como parte del show. 
Después de 3 temporadas en The Hills, Patridge lanzó su carrera de actriz y logró el papel de Kelsea en Into the Blue 2: The Reef, la secuela de Into The Blue de 2005 que tuvo por actriz principal a Jessica Alba. También tuvo un cameo en la comedia de situación de 2008, Do Not Disturb logrando otro papel junto a Rumer Willis en la versión de los 80 The House on Sorority Row, renombrada como Sorority Row. Tuvo una pequeña actuación en Not Another Teen Movie 2 y en The Silent Killer. Patridge ocupó cuatro páginas de la revista Maxim bajo el título "Queen of the Hills" (La Reina de The Hills).

## Filmografía

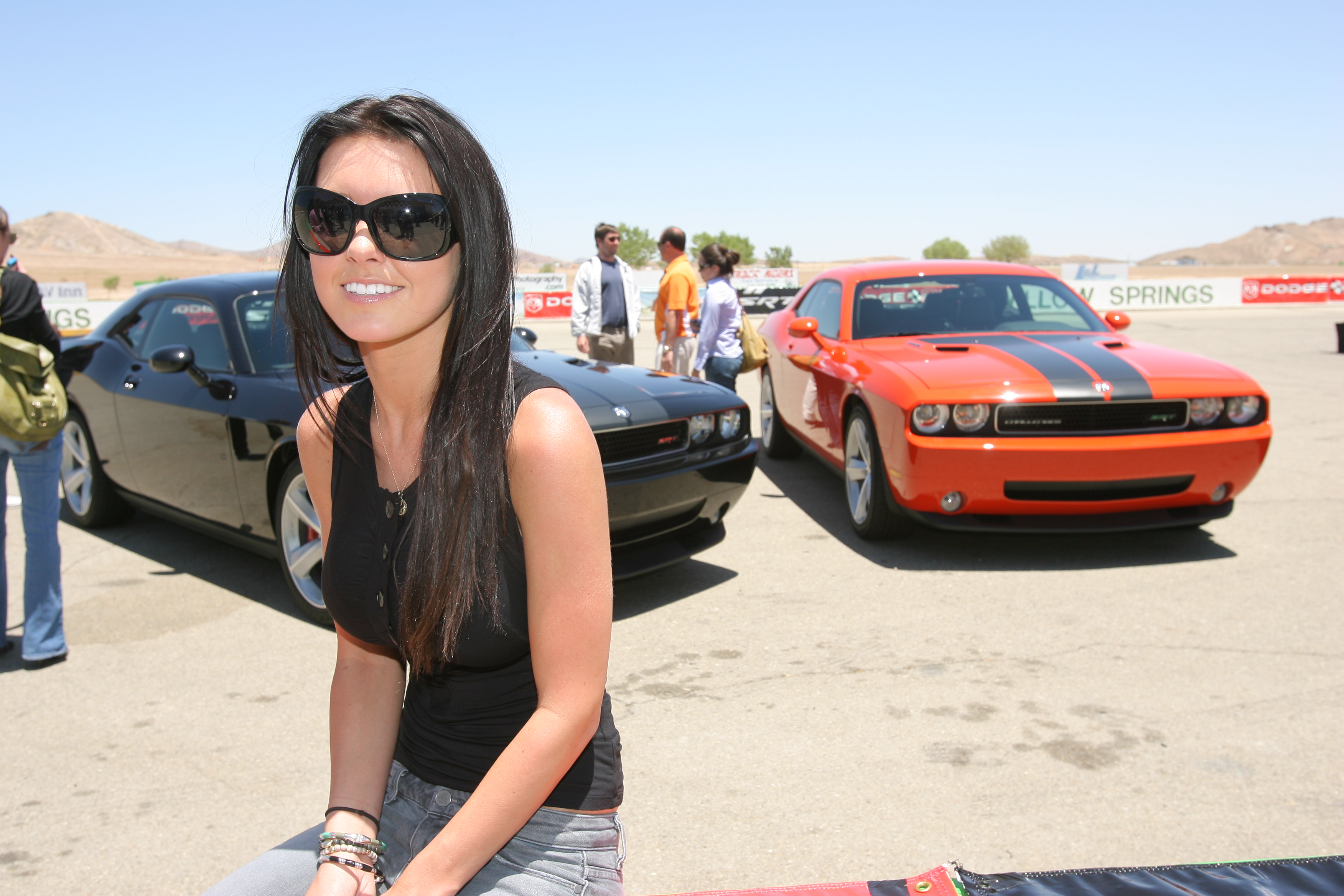
Audrina Patridge, junio de 2008.

### Programas de televisión
- 2006 - 2010: The Hills - Ella misma, 6 temporadas.
- 2007 - 2008: Mad TV - Ella misma -  3 temporadas.
- 2010: Dancing with the stars - Concursante, temporada 11.
- 2011: Audrina - Ella misma, reality show.
- 2014-2015: 1st Look - Presentadora
- 2019-presente: The Hills: Nuevos Comienzos - Ella misma, 1 temporada

### Series de televisión
- 2008: Do Not Disturb, como Audrina (1 episodio).
- 2009: Family Guy, como Audrina (voz) (1 episodio).
- 2013: Dream Maker, como Tracy James (13 episodios).

### Películas
- 2009: Sorority Row, como Megan.
- 2009: Into the Blue 2, como Kelsey.
- 2011: Take me home tonight, como Jessica.
- 2011: Honey 2, como Melinda.
- 2013: Scary Movie 5, como Audrina